# راندولف، نیوجرسی
راندولف (به انگلیسی: Randolph) شهری در ایالت نیوجرسی کشور ایالات متحده آمریکا است که جمعیت آن در سرشماری سال ۲۰۱۰ میلادی، ۲۵٬۷۳۴ نفر بوده‌است.